# Friedrich Schödler
Friedrich Karl Ludwig Schödler, född den 25 februari 1813 i Dieburg i Hessen, död den 28 april 1884 i Mainz, var en tysk naturhistoriker.
Schödler var direktor för realskolan i Mainz. Han gjorde sig ett namn genom åtskilliga av överskådlighet och sammanträngdhet utmärkta naturhistoriska arbeten, bland andra Die Chemie der Gegenwart (1853, flera upplagor; svensk översättning "Vårt tidehvarfs kemi", 1856–1857) och framför allt Das Buch der Natur (1846, en mängd upplagor; ”Naturens bok”, 1847–1848), som översattes till nästan alla europeiska språk. Schödler var också en framstående pedagogisk författare och försökte sig även som skald.